# Патруши (Советский район)
Патруши — деревня в Советском районе Кировской области в составе Родыгинского сельского поселения. 

## География
Находится на левом берегу реки Немда на расстоянии примерно 4 км по прямой на юг от районного центра город Советск.

## История
Известна с 1701 года как деревня Большая. В 1873 года здесь (деревня Большая или Патруши) отмечалось дворов 34 и жителей 323, в 1905 49 и 339, в 1926 56 и 294, в 1950 49 и 156. В 1989 году оставалось 28 жителей. Нынешнее название утвердилось с 1939 года.

## Население
Постоянное население составляло 5 человек (русские 100%) в 2002 году, 14 в 2010.

## Достопримечательности
- Павловский мост — памятное место Советского района.